# Preston Lions FC
Preston Lions FC är en fotbollsklubb från Melbourne i Australien. Klubben grundades 1947 av makedonska invandrare som Preston Makedonia Soccer Club. På 1990-talet fick klubben sitt nuvarande namn. 
Klubben spelar numera i Victorian State League Division 1 som är den näst högsta ligan i delstaten Victoria. De har tidigare spelat i National Soccer League (NSL) som då var den högsta ligan i Australien. Totalt spelade de 13 säsonger i NSL mellan 1981 och 1993.